# 장윤미
장윤미(1979년 ~ )는 대한민국의 드라마 작가다. 

## 학력
- 한국예술종합학교 영상원 영화학 석사

## 주요 작품

### 영화
- 2011년  영화  《고양이: 죽음을 보는 두 개의 눈》 ... 각본
- 2014년  영화  《마담 뺑덕》 ... 각본
- 2015년  영화  《마돈나》 ... 각색
- 2016년  영화  《럭키》 ... 각본
- 2018년  영화  《점박이 한반도의 공룡 2: 새로운 낙원》 ... 각본
- 2019년  영화  《힘을 내요, 미스터 리》 ... 각본

### 드라마
- 2013년  네이버 웹드라마 《아직 헤어지지 않았기 때문에》 ... 집필
- 2022년  KBS2 수목미니시리즈 《징크스의 연인》 ... 집필